# Régis Le Sommier
Régis Le Sommier, né le 28 octobre 1968 à Toulon (Var), est un journaliste français. Ancien directeur adjoint de Paris Match, il travaille ensuite comme grand reporter pour RT France. Ses prises de position favorables à Bachar el-Assad et pro-russes sont source de controverses. Il dirige depuis fin 2022 le média d'extrême droite Omerta, controversé notamment pour sa ligne pro-Poutine.

## Biographie

### Jeunesse
Régis Le Sommier passe son adolescence à Cherbourg, où son père, capitaine de vaisseau, dirige l'École des applications militaires de l'énergie atomique (EAMEA).
Dans les années 1990, pendant ses études, il fréquente Frédéric Chatillon — avec qui il restera ami au fil des décennies, et qui lui permettra plus tard d'être introduit auprès de Bachar el-Assad — et est proche du Groupe union défense (GUD),,.
Régis Le Sommier est membre du réseau Ader, colonel de la réserve citoyenne de l’armée de l’air et de l’espace, jusqu'à l’automne 2022, où il est décidé, en lien avec ses activités concernant la propagande russe, de ne plus le renouveler. 

## Carrière

### Paris Match
Grand reporter, chef du bureau de Paris Match aux États-Unis entre 2003 et 2009, basé à New York, il se spécialise dans les questions américaines et militaires.
Au cours de séjours en Irak et en Afghanistan entre 2006 et 2010, il partage le quotidien d’unités de l’Armée de terre des États-Unis et du Corps des Marines des États-Unis et obtient de nombreux accès aux données des états-majors sur place. Il couvre divers événements internationaux comme les Jeux olympiques de Sydney en 2000 et de grandes crises comme les attentats de Bali en 2002, l'épidémie de SARS en Chine, les attentats de Casablanca en 2003 et l’ouragan Katrina à La Nouvelle-Orléans en 2005. Il est également auteur de plusieurs enquêtes sur l’immigration vers les États-Unis aux frontières nord et sud du Mexique, ainsi que d’une dizaine de reportages sur les blessés de guerre.
En politique, il couvre deux élections présidentielles aux États-Unis. Il interviewe les présidents George Bush en tête à tête à la Maison Blanche, et Barack Obama, Donald Rumsfeld au Pentagone, effectue une tournée diplomatique avec Colin Powell et dirige des entretiens avec, entre autres, le gouverneur de Californie Arnold Schwarzenegger, les sénateurs John McCain, Garry Kasparov, Alan Greenspan, le commandant en chef des forces américaines en Irak David Petraeus, le commandant en chef des forces américaines en Afghanistan Stanley McChrystal, ainsi que l'ancien vice-président Al Gore.
Il est l’auteur d'un livre sur la marée noire du Prestige (Les Damnés du Prestige, 2003, Éditions Lattès), d’un autre sur l’Irak (L’Irak n’existe plus, 2008, Éditions du Toucan), d’une biographie du directeur de la CIA, David Petraeus (David Petraeus, un beau jour dans la vallée du Tigre 2012, Éditions Érick Bonnier) et d’un ouvrage historique (Les Mystères d’Oradour. Du temps du deuil à la quête de la vérité, Éditions Michel Lafon, 2014).
Le 3 mars 2016, il sort Daech, l'histoire, un livre-document qui fait écho aux attentats du 13 novembre 2015,. Son livre Les Mercenaires du calife, paru en 2016, a pour sujet les soldats d'Abou Bakr al-Baghdadi.

### Syrie, Bachar el-Assad
Pour approcher le régime syrien, Régis Le Sommier aurait profité des réseaux de Frédéric Chatillon, avec qui il est ami depuis une trentaine d'années. Tous deux se sont rencontrés alors qu'ils étaient étudiants, et que Frédéric Chatillon préside le Groupe union défense (GUD) tandis que Régis Le Sommier, sans être membre du syndicat étudiant d'extrême droite, fait partie la mouvance qui l'entoure. La proximité de Régis Le Sommier avec le mouvement lui permet, en 2014, d’obtenir un entretien avec le dictateur syrien Bachar el-Assad, en pleine guerre civile. Frédéric Chatillon travaille alors pour la propagande du régime. 
En 2018, il publie aux éditions de La Martinière Assad, un portrait du président syrien Bachar el-Assad qu'il a interviewé à plusieurs reprises. 
Régis Le Sommier est invité à des conférences au Dialogue franco-russe pour parler, en présence de Thierry Mariani, qui défend régulièrement la propagande d'Assad, « de la complexité de la situation en Syrie », ou encore pour promouvoir un rapprochement entre la France et la Russie. 
En juin 2021, Régis Le Sommier est licencié par Paris Match. 

### Russia Today (RT France)
Il devient alors grand reporter à RT France, filiale française de la télévision de propagande d’État russe, en raison de ses connexions dans les sphères anti-atlantistes de l’axe Syrie-Iran-Russie. En août 2021, il réalise pour Canal+ « Kaboul, au cœur des talibans », un documentaire qui explore l’Afghanistan aux mains des nouveaux maîtres du pays, à la veille de leur entrée dans Kaboul. Régis Le Sommier est également enseignant en journalisme au CELSA et à l’ESJ Paris[réf. souhaitée]. Il restera journaliste à RT France jusqu'à la suspension de la chaîne en 2022.

### Omerta

Logo du média.

Après l'interdiction de RT France en 2022, Régis Le Sommier annonce la création d'Omerta, un média en ligne dédié à des enquêtes sur des sujets conservateurs et, selon les sources, « clairement à droite »,  centré sur les « obsessions naturelles de l'extrême-droite » : immigration, wokisme, insécurité, transition de genre et couverture de conflits du côté russe,,. Ce média, dont il est directeur de publication, est issu d'un projet monté en quelques mois par l'homme d'affaires Charles d'Anjou, unique actionnaire de Nordman Medias, société détentrice d'Omerta, dont il est le président. Charles d'Anjou, opérant un cabinet de conseil en France, est basé à Moscou. Ancien conseiller d'un colonel du FSB, il sert de fixeur dans les zones d'Ukraine occupées par les forces armées russes et pro-russes pour des médias francophones ; Franc-Tireur rappelle qu'il est intervenu sur Zvezda, la chaîne du ministère de la Défense quelques mois après l’invasion de l’Ukraine. Charles d'Anjou lance en parallèle Omerta, administré par Armand Aleksanyan et Pierre-René Lavier, et qui emploie 25 salariés, en y injectant, selon ses déclarations, un million d'euros,,. Le Monde et Libération le qualifient de média « d’extrême droite à tendance russophile » de type « réinformation », et Libération note que le média est enregistré à la même adresse que la chaîne d'extrême droite Livre noir d'Erik Tegnér, dont la ligne éditoriale est proche d'Omerta,. 
La soirée de lancement du média est annulée par deux fois, selon Régis Le Sommier en raison à la suite de la publication d'un article de Libération révélant les visées « prorusses » du média, et après la mobilisation de militants LGBT accusant un documentaire produit par Omerta de transphobie. Elle réunit de nombreuses personnalité d'extrême droite, des milieux identitaires et propagandistes pro-Kremlin,,.
Le contenu du site Omerta est diffusé par des réseaux d'extrême droite visant à faire de la désinformation concernant la guerre en Ukraine.
En avril 2023, Charles d'Anjou et Régis Le Sommier sont tous deux interrogés par la commission d'enquête parlementaire sur les ingérences étrangères,.

### Autres apparitions médiatiques
Il est régulièrement invité à débattre sur les plateaux de CNews.

## Positionnement et controverses

### Positionnement favorable à Bachar el-Assad
Son positionnement par rapport au dictateur syrien, Bachar el-Assad, dont il multiplie les interviews, lui vaut des commentaires critiques de la part de confrères et spécialistes : « Régis Le Sommier semble être totalement "sous le charme" de Assad. », « Régis Le Sommier a été huit fois en Syrie du côté de Bachar el-Assad. Il n’a jamais mis les pieds chez les rebelles. Comment peut-il rester objectif s’il n’a jamais constaté les dégâts faits par les troupes de Bachar ? », « son traitement de Bachar al-Assad cherche des circonstances atténuantes au dictateur syrien », « auteur d'une biographie de Bachar al-Assad manquant singulièrement de distance [...] Le Sommier couvre régulièrement la Syrie pour Paris Match, toujours côté régime, et en reprenant globalement ses narratifs » concernant la propagande,. L'historien Jean-Noël Jeanneney affirme que le choix de Régis Le Sommier de livrer une interview brute ne permet pas d'éclairer l'opinion mais risque davantage de se faire le jouet de la propagande en offrant une tribune au dictateur, ce qui réduit l'interview à un simple effort d’endoctrinement.

### Propagande du Kremlin
En 2022, Arrêt sur Images et Le Parisien estiment que Régis Le Sommier fait partie de ceux qui « épousent la propagande russe » à propos de l'invasion de l'Ukraine par la Russie : si lui « se contente de rappeler que l'OTAN n'a pas accédé aux demandes de Vladimir Poutine, d'autres vont plus loin »,. La même année, Libération écrit que « sous la casquette respectable d’ancien numéro 2 de Paris Match » son positionnement sur le sujet est trouble, et qu'il fait commerce « d’opinions russo-compatibles » et d'une expertise revendiquée « de terrain », sur les médias de Vincent Bolloré CNews et Europe 1. Le quotidien rappelle que, se positionnant de « droite dure », et se définissant comme « patriote » Le Sommier « cultive de longue date des connexions avec l’extrême droite française la plus radicale ».
Plusieurs de ses déclarations sont à leur tour utilisées pour la propagande du Kremlin, parfois partagées sur les réseaux sociaux par des ambassades de Russie. D'autres font polémique, par exemple, sa déclaration après le massacre de Boutcha : « on a rarement vu une armée qui se retire passer l’aspirateur dans les endroits qu’elle a occupés ».
La formule : « Les Occidentaux se battront contre la Russie jusqu'au dernier Ukrainien », est une phrase issue de la propagande de désinformation du Kremlin à destination des Ukrainiens. Le journaliste Nicolas Quénel écrit qu'« il est intéressant de noter que cet élément de propagande » est devenu le titre d'un livre de Régis Le Sommier.

### Proximité avec l'extrême droite
La lettre A, Le Monde et Libération soulignent la proximité de Régis Le Sommier avec les milieux de droite dure, d'extrême droite et identitaires, dont plusieurs personnalités gravitent dans son entourage, parmi lesquelles Frédéric Chatillon, ancien président du GUD, et sont notamment invitées à participer au lancement d'Omerta, qui inclut des leaders identitaires et des responsables des médias d'extrême droite Valeurs actuelles, Boulevard Voltaire et Causeur,. En avril 2024, il participe à une soirée organisée par le site d'extrême droite Boulevard Voltaire.

## Récompenses
- 2017 : Prix de la Presse internationale (catégorie presse écrite) décerné par l’Association de la presse étrangère en France, pour sa couverture du Moyen Orient[32].
- 2018 : Prix de la meilleure enquête journalistique, décerné par le jury des Magazines de l’année sous l’égide du Syndicat des éditeurs de la presse magazine et de Relay[33].

## Publications
- Les Damnés du Prestige, Paris, Lattès, 250 p., 2003  (ISBN 978-2709625036)
- L’Irak n’existe plus, Paris, Éditions du Toucan, 233 p., 2008  (ISBN 978-2810000197)
- David Petraeus, un beau jour dans la vallée du Tigre, Paris, Éditions Erick Bonnier, 227 p., 2012  (ISBN 978-2367600024)
- Les Mystères d’Oradour. Du temps du deuil à la quête de la vérité, préf. Loïc Bouvard, Paris, Michel Lafon, 260 p., 2014  (ISBN 978-2749923185)
- Daech, l'histoire, Paris, La Martinière, 192 p., 2016  (ISBN 978-2732478609)
- Les Mercenaires du calife, Paris, Éditions de La Martinière, 180 p., 2016  (ISBN 978-2732481388)
- (avec Olivier de Kersauson) La pluie ne mouille que les cons, Paris, Grasset, 198 p., 2016  (ISBN 978-2246851882)
- Assad, Paris, Éditions de La Martinière, 224 p., 2018  (ISBN 978-2732483627)
- Ces Bretons qui ont fait la France, Paris, Grasset, 240 p., 2018  (ISBN 978-2246812173)
- La Vérité du terrain : récits d'un reporter de guerre, Paris, Bouquins, 234 p., 2022  (ISBN 978-2382921333)
- Jusqu'au dernier Ukrainien : Récit d'un reporter de guerre, Paris, Max Milo, 172 p., 2023  (ISBN 978-2315010783)